# Cruz del Sacrificio (Gibraltar)
La Cruz del Sacrificio de Gibraltar (en inglés: Gibraltar Cross of Sacrifice) es un monumento de la guerra en el territorio de ultramar británico de Gibraltar. Se encuentra al oeste del cementerio de Gibraltar, en el cruce de la avenida Winston Churchill y en la vía de la torre del diablo. La Cruz del Sacrificio fue diseñada por Sir Reginald Blomfield en 1917, y sus monumentos se encuentra en numerosos otros territorios y países de la Commonwealth. La cruz en Gibraltar fue construida por los ingenieros reales de la comisión, y se dio a conocer en el Día del Armisticio de 1922. La película británica Pathé grabó la ceremonia de dedicación lo que representó la primera película hecha en Gibraltar.